# Alkippor
Alkippor (Alcippeidae) är en nyligen erkänd fågelfamilj inom ordningen tättingar. Den ingår i en närbesläktad grupp med familjer tillsammans med sylvior, papegojnäbbar, glasögonfåglar, timalior, marktimalior och fnittertrastar. Familjen omfattar endast ett släkte, Alcippe, med sju till tio arter som alla förekommer i sydöstra Asien:
- Ockrabukig alkippa (A. poioicephala)
- Indokinesisk alkippa (A. grotei)
- Brunalkippa (A. brunneicauda)
- Javaalkippa (A. pyrrhoptera)
- Nepalalkippa (A. nipalensis)
- Guizhoualkippa (A. davidi)
- Guangdongalkippa (A. hueti)
- Taiwanalkippa (A. morrisonia)
- Yunnanalkippa (A. fratercula)
- Bergalkippa (A. peracensis)

Taxonen davidi, fratercula och hueti ansågs tidigare utgöra underarter till A. morrisonia och vissa gör det fortfarande, som BirdLife International.
Länge ansågs ett antal andra arter ingå i släktet Alcippe, men efter genetiska studier har dessa urskiljts till tre olika släkten placerade i olika familjer:
- Schoeniparus i marktimaliorna
- Lioparus och Fulvetta i papegojnäbbarna som tidigare inkorporerades i systerfamiljen sylviorna

Fram tills nyligen var det oklart i vilken familj de kvarvarande arterna i Alcippe hörde hemma, där mest stöd fanns för att de utgjorde en systergrupp till fnittertrastarna. Senare genetiska studier har dock visat att de utgör en mycket gammal utvecklingslinje och urskiljs därför av exempelvis tongivande International Ornithological Congress (IOC) till en egen familj.